# Canne (romanzo)
(Epigrafe di Canne, edizioni Marsilio, 1993)
Canne (titolo originale Cane) è un romanzo del 1923 di Jean Toomer, noto autore del periodo dell'Harlem Renaissance. È stato tradotto da Daniela Fink, e pubblicato in Italia dall'editore Marsilio nel 1993.
Il romanzo è strutturato in tre parti comprendenti una serie di brevi scene scritte in stili diversi dove la prosa si alterna alla poesia e al dialogo teatrale e che ruotano attorno alle origini e alle esperienze degli afroamericani negli Stati Uniti.
Di conseguenza, il romanzo è stato classificato come un ciclo di short stories, cioè di racconti. Anche se molti personaggi e situazioni sono ricorrenti, la gran parte delle scene è a sé stante, collegata alle altre più per via dei temi trattati che a causa di specifici dettagli della trama. 
La struttura del romanzo, ambiziosa e per niente tradizionale, e il suo successivo impatto sulle successive generazioni di scrittori, hanno aiutato Cane a guadagnare lo status di classico della letteratura modernista Molti brani del romanzo sono stati estratti ed inseriti in collezioni letterarie.
La spiegazione del titolo del romanzo si trova nell'epigrafe dove vengono giustapposti in tre versi le qualità fondamentali della canna da zucchero, alle quali si collega il duro lavoro degli schiavi nelle piantagioni, il colore della pelle dei neri e "l'invito a collegare il presente con il più remoto passato africano, cui è necessario tornare per recuperare il senso delle origini e trovarvi le ragioni del proprio affrancamento"
Il romanzo ha ispirato la canzone “Cane” di Gil Scott-Heron, il cui testo parla di due personaggi del romanzo, Karintha e Becky.

## Trama
Attraverso le pagine del romanzo l'autore ci delinea un profondo ritratto del Sud degli Stati Uniti, attraverso le sue violenze, ma anche attraverso il profumo, i colori delle sue terre e la sua musica, esprimendosi ora con racconti, ora con poesie.
Il libro è diviso in tre parti prive di una vera e propria trama, ma che trovano il loro significato nel giustapporsi di esse. La prima parte si svolge nella Georgia dei contadini, la seconda nella città, quella di Washington e Chicago, la terza ancora nella Georgia. Viene narrata la storia della emigrazione del popolo nero dal Sud al Nord del paese e messe in evidenza la delusione per le aspettative non realizzate. Infatti il nero che si sposta in città non riesce a liberarsi dei suoi conflitti esistenziali che, anzi, vengono accentuati.
Uno dei temi affrontati è quello della donna che non riesce a trovare nell'uomo comprensione e complementarità, e, se nei sei racconti della prima parte che trattano l'argomento i problemi risultano difficili, nella seconda parte il rapporto uomo-donna diventa ancora più complesso a causa della vita in città dove maggiore è l'influenza dei bianchi con la loro vita borghese e priva di valori.
La terza parte narra la storia di Knabis, un insegnante con aspirazioni letterarie, che decide di lasciare il Nord e di ritornare in Georgia. Egli vive momenti difficili combattuto tra la realtà e il sogno, alternando momenti di coraggio a momenti di profonda viltà. Quando comprenderà che le sue ambivalenze emotive fanno parte della sua gente, egli le accetta e, solo in quel momento, potrà realizzarsi come poeta e immortalare con i suoi versi la dolorosa realtà della sua terra.

## Studi critici (dal 2000)
Fino a marzo 2008:

### Capitoli o estratti di libri
1. C. L. R. James, Claude McKay, Nella Larsen, Jean Toomer: The 'Black Atlantic' and the Modernist Novel By: Snaith, Anna. IN: Shiach, The Cambridge Companion to the Modernist Novel. Cambridge, England: Cambridge UP; 2007. pp. 206–23
2. Cane: Jean Toomer's Gothic Black Modernism By: Lamothe, Daphne. IN: Anolik and Howard, The Gothic Other: Racial and Social Constructions in the Literary Imagination. Jefferson, NC: McFarland; 2004. pp. 54–71
3. Jean Toomer's Cane By: Petesch, Donald. pp. 91–96 IN: Iftekharrudin, Boyden, Longo, and Rohrberger, Postmodern Approaches to the Short Story. Westport, CT: Praeger; 2003. xi, 156 pp. (book article)
4. Waldo Frank, Jean Toomer, and the Critique of Racial Voyeurism By: Terris, Daniel. IN: Hathaway, Heather (ed.); Jarab, Josef (ed. and introd.); Melnick, Jeffrey (ed.); Race and the Modern Artist. Oxford, England: Oxford UP; 2003. pp. 92–114
5. W. E. B. Du Bois's 'Of the Coming of John,' Toomer's 'Kabnis,' and the Dilemma of Self-Representation By: Fontenot, Chester J., Jr. IN: Hubbard, The Souls of Black Folk One Hundred Years Later.' Columbia, MO: U of Missouri P; 2003. pp. 130–60
6. The Enslaving Power of Folksong in Jean Toomer's Cane By: Fahy, Thomas. IN: Meyer, Literature and Music. Amsterdam, Netherlands: Rodopi; 2002. pp. 47–63
7. Interculturalism in Literature, the Visual and Performing Arts during the Harlem Renaissance By: Lemke, Sieglinde. IN: Martín Flores and von Son, Double Crossings/EntreCruzamientos. (Fair Haven, NJ): Nuevo Espacio; 2001. pp. 111–21
8. Divergent Paths to the South: Echoes of Cane in Mama Day By: Wardi, Anissa J. IN: Stave, Gloria Naylor: Strategy and Technique, Magic and Myth. Newark, DE; London, England: U of Delaware P; Associated UP; 2001. pp. 44–76
9. Jean Toomer's Cane, Modernization, and the Spectral Folk By: Nicholls, David G. IN: Scandura, and Thurston, Modernism, Inc.: Body, Memory, Capital. New York, NY: New York UP; 2001. pp. 151–70
10. No Free Gifts: Toomer's 'Fern' and the Harlem Renaissance By: Boelhower, William. IN: Fabre and Feith, Temples for Tomorrow: Looking Back at the Harlem Renaissance. Bloomington, IN: Indiana UP; 2001. pp. 193–209
11. Black and Blue: The Female Body of Blues Writing in Jean Toomer, Toni Morrison, and Gayl Jones By: Boutry, Katherine. IN: Simawe, Black Orpheus: Music in African American Fiction from the Harlem Renaissance to Toni Morrison. New York, NY: Garland; 2000. pp. 91–118
12. The (Re) Construction of an American Cultural Identity in Literary Modernism By: Ickstadt, Heinz. IN: Hagenbüchle, Raab, and Messmer, Negotiations of America's National Identity, II. Tübingen, Germany: Stauffenburg; 2000. pp. 206–28

#### Articoli suCanenella collezioneJean Toomer and the Harlem Renaissance
(Ed. Geneviève Fabre and Michel Feith, New Brunswick, NJ: Rutgers UP; 2001.)
1. Tight-Lipped 'Oracle': Around and Beyond Cane By: Fabre, Geneviève. pp. 1–17
2. Jean Toomer's Cane: Modernism and Race in Interwar America By: Sollors, Werner. pp. 18–37
3. Identity in Motion: Placing Cane By: Hutchinson, George. pp. 38–56
4. The Poetics of Passing in Jean Toomer's Cane By: Grandjeat, Yves-Charles. pp. 57–67
5. 'The Waters of My Heart': Myth and Belonging in Jean Toomer's Cane By: Clary, Françoise. pp. 68–83
6. Feeding the Soul with Words: Preaching and Dreaming in Cane By: Coquet, Cécile. pp. 84–95
7. 'Karintha': A Textual Analysis By: Michlin, Monica. pp. 96–108
8. Dramatic and Musical Structures in 'Harvest Song' and 'Kabnis': Toomer's Cane and the Harlem Renaissance By: Fabre, Geneviève. pp. 109–27
9. Race and the Visual Arts in the Works of Jean Toomer and Georgia O'Keeffe By: Nadell, Martha Jane. pp. 142–61
10. Jean Toomer and Horace Liveright: Or, A New Negro Gets 'into the Swing of It' By: Soto, Michael. pp. 162–87
11. Building the New Race: Jean Toomer's Eugenic Aesthetic By: Williams, Diana I. pp. 188–201
12. The Reception of Cane in France By: Fabre, Michel. pp. 202–14

### Articoli di giornale
1. 'Adventuring through the Pieces of a Still Unorganized Mosaic': Reading Jean Toomer's Collage Aesthetic in Cane By: Farebrother, Rachel; Journal of American Studies, 2006 Dec; 40 (3): 503-21.
2. Stillborns, Orphans, and Self-Proclaimed Virgins: Packaging and Policing the Rural Women of Cane By: Baldanzi, Jessica Hays; Genders, 2005; 42: 39 paragraphs.
3. 'Like a Violin for the Wind to Play': Lyrical Approaches to Lynching by Hughes, Du Bois, and Toomer By: Banks, Kimberly; African American Review, 2004 Fall; 38 (3): 451-65.
4. 'Taking Myself in Hand': Jean Toomer and Physical Culture By: Whalan, Mark; Modernism/Modernity, 2003 Nov; 10 (4): 597-615.
5. Jean Toomer's Eternal South By: Ramsey, William M.; Southern Literary Journal, 2003 Fall; 36 (1): 74-89.
6. Blood-Lines That Waver South: Hybridity, the 'South,' and American Bodies By: Hedrick, Tace; Southern Quarterly: A Journal of the Arts in the South, 2003 Fall; 42 (1): 39-52.
7. The Race Question and the 'Question of the Home': Revisiting the Lynching Plot in Jean Toomer's Cane By: Edmunds, Susan; American Literature: A Journal of Literary History, Criticism, and Bibliography, 2003 Mar; 75 (1): 141-68.
8. Jean Toomer, Technology, and Race By: Whalan, Mark; Journal of American Studies, 2002 Dec; 36 (3): 459-72.
9. 'Been Shapin Words T Fit M Soul': Cane, Language, and Social Change By: Battenfeld, Mary; Callaloo: A Journal of African-American and African Arts and Letters, 2002 Fall; 25 (4): 1238-49.
10. Macunaíma e Cane: Sociedades Multi-raciais além do Modernismo no Brasil e nos Estados Unidos By: Da-Luz-Moreira, Paulo; Tinta, 2001 Fall; 5: 75-90.
11. Jean Toomer and Kenneth Burke and the Persistence of the Past By: Scruggs, Charles; American Literary History, 2001 Spring; 13 (1): 41-66.
12. Recalcitrant, Revered, and Reviled: Women in Jean Toomer's Short Story Cycle, Cane By: Shigley, Sally Bishop; Short Story, 2001 Spring; 9 (1): 88-98.
13. 'I Am I': Jean Toomer's Vision beyond Cane By: Rand, Lizabeth A.; CLA Journal, 2000 Sept; 44 (1): 43-64.
14. Jean Toomer and Okot p'Bitek in Alice Walker's In Search of Our Mothers' Gardens By: Fike, Matthew A.; MELUS, 2000 Fall-Winter; 25 (3-4): 141-60.
15. Jean Toomer's Cane: Self as Montage and the Drive toward Integration By: Peckham, Joel B.; American Literature: A Journal of Literary History, Criticism, and Bibliography, 2000 June; 72 (2): 275-90.
16. Literature and Lynching: Identity in Jean Toomer's Cane By: Webb, Jeff; ELH, 2000 Spring; 67 (1): 205-28.
17. Jean Toomer's Cane as a Swan Song By: Bus, Heiner; Journal of American Studies of Turkey, 2000 Spring; 11: 21-29.
18. Cane, Race, and 'Neither/Norism' By: Harmon, Charles; Southern Literary Journal, 2000 Spring; 32 (2): 90-101.
19. The Reluctant Witness: What Jean Toomer Remembered from Winesburg, Ohio By: Scruggs, Charles; Studies in American Fiction, 2000 Spring; 28 (1): 77-100.
20. To 'Flash White Light from Ebony': The Problem of Modernism in Jean Toomer's Cane By: Kodat, Catherine Gunther; Twentieth Century Literature: A Scholarly and Critical Journal, 2000 Spring; 46 (1): 1-19.